# Château de Callac
Pour les articles homonymes, voir Callac (homonymie).
Le château de Callac est un château situé au village de Callac sur la commune de Plumelec dans le département du Morbihan.

## Historique
Le château actuel est bâti au XIVe siècle, sur le site d'un manoir plus ancien (XIIe siècle) habité alors par Olivier de Callac et détruit au cours de la guerre de Succession de Bretagne. Ce second château est remanié à de nombreuses reprises au cours des deux siècles suivants, et prend sa forme définitive à la fin du XVIIe siècle pour obtenir les standards de confort de l'époque. En 1693 se déroulent les derniers travaux significatifs sur la structure générale du bâti.
Seigneurie médiévale avec droit de haute, moyenne et basse justice, Callac est élevée en baronnie en 1645 par Louis XIV pour la famille de Rogier. Initialement détenues par la famille de Callac, les terres passent successivement aux familles Clair-Fontaine, Le Forestier, Rogier, Guemadeuc, Du Cleuz, pour terminer aux mains du comte de Marbeuf à la veille de la Révolution française. À cette époque, il accueille des prêtres réfractaires et des chefs chouans — Georges Cadoudal y passant par exemple brièvement.
Passé à la famille du Bot, le château est partagé en 1823 entre les deux héritières sans qu'aucune réunification ne soit alors possible.
Le château devient un lieu de ralliement privilégié pour les parachutistes durant la seconde Guerre mondiale et devient le quartier général allié lors de la bataille du maquis de Saint-Marcel.
Le bâtiment fait l'objet en 1971 de deux protections au titre des monuments historiques : les façades et toitures du bâtiment principal et le grand salon du premier étage avec son plafond peint sont classés, alors que les façades et toitures des bâtiments entourant la cour et le portail d'entrée sont inscrits. Le château est réunifié en 2000 et subit rapidement d'importants travaux de sauvegarde devenus nécessaires de par l'état général de délabrement du bâtiment.

## Description
La partie la plus ancienne du château est une tour datant du manoir originel du XIVe siècle.
Au nord, l'« aile des tours » est transformée au XVe siècle suivant le style des manoirs de l'époque. Cette façade constitue une ancienne forme de fortification, flanquée de quatre tours rondes.
L'aile orientale, au sud de la tour du XIVe siècle, date dans l'ensemble du XVIe siècle.
En 1509, un document relate les travaux exécutés au château qui nous apprend : « qu'entre le bailli de la cour de Callac, le châtelain et le couvreur est conclu un marché consistant à réparer puis couvrir les bâtiments : le châtelain met à disposition le bois de charpente ; le couvreur s'engage à livrer le genêt destiné aux toitures des communs et également à celles du logis ».

## Visites
En travaux, le château ne peut se visiter qu'à de rares occasions, comme lors des journées européennes du patrimoine ou les journées européennes de métiers d'art, ainsi que lors d'événements organisés sur ce lieu par la mairie de Plumelec. Les abords sont toutefois facilement accessibles.